# خرچنگ مرجانی بال‌خفاشی
خرچنگ مرجانی بال‌خفاشی (نام علمی: Carpilius corallinus) نام یک گونه از سرده خرچنگ‌های لکه‌دار است.